# Arenaria mairei
Arenaria mairei är en nejlikväxtart som beskrevs av Emberger, Jahandiez och Maire. Arenaria mairei ingår i släktet narvar, och familjen nejlikväxter. Inga underarter finns listade i Catalogue of Life.